# Máel Coluim mac Alaxandair
Máel Coluim mac Alaxandair o Máel Coluim mac Alasdair fue el hijo del rey Alejandro I de Escocia y enemigo del rey David I de Escocia, su tío. Es un personaje muy oscuro, del cual no hay muchos datos o material, que sólo aparece en textos ingleses que apoyan al rey David, calificando a Máel como un bastardo.